# Masatoshi Matsuda
Masatoshi Matsuda (松田 正俊 Matsuda Masatoshi?, nacido el 4 de septiembre de 1980 en Chiba, Chiba) es un exfutbolista japonés. Jugaba de delantero y su último club fue el Blaublitz Akita de Japón.

## Trayectoria

### Clubes
| Club               | País  | Año         |
| ------------------ | ----- | ----------- |
| FC Tokyo           | Japón | 1999 - 2002 |
| Yokohama FC        | Japón | 1999        |
| Ventforet Kofu     | Japón | 2001        |
| Montedio Yamagata  | Japón | 2003 - 2004 |
| Kyoto Purple Sanga | Japón | 2005 - 2006 |
| TDK                | Japón | 2007        |
| Tochigi SC         | Japón | 2008 - 2009 |
| Blaublitz Akita    | Japón | 2009 - 2013 |

## Palmarés

### Títulos nacionales
| Título    | Club               | País  | Año  |
| --------- | ------------------ | ----- | ---- |
| J2 League | Kyoto Purple Sanga | Japón | 2005 |